# HIP 79431
HIP 79431 — одиночная звезда в созвездии Скорпиона. Находится на расстоянии около 46,9 светового года от Солнца. Вокруг звезды обращается, как минимум, одна планета.

## Характеристики
HIP 79431 представляет собой тусклый и относительно холодный красный карлик спектрального класса M3V, имеющий массу, равную 49 % солнечной. Температура поверхности звезды составляет 3191 Кельвин. Радиус в 4 раза меньше солнечного. Химический состав HIP 79431 богат на тяжёлые элементы — их в 2,5 раза больше, чем в составе Солнца. В 9,1 св. года от HIP 79431 находится звезда-аналог Солнца 18 Скорпиона.

## Планетная система
В 2010 году командой астрономов из обсерватории Кек было объявлено об открытии у звезды планеты HIP 79431 b. Это одна из самых массивных планет, открытых у красных карликов. Её масса составляет 2,1 массы Юпитера. Расположенная в среднем на расстоянии в 0,36 а. е. от родительской звезды, она совершает полный оборот примерно за 111 суток. Открытие было совершено методом Доплера.